# Волер, Пьер Жак
Пьер Жак Волер (фр. Pierre-Jacques Volaire; 30 апреля 1728, Тулон — 1799, Неаполь) — французский художник.

## Биография

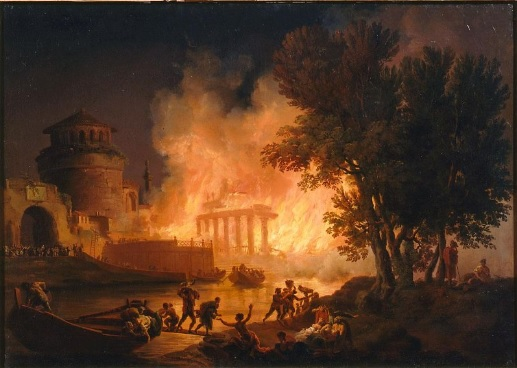
Пожар в Риме, около 1769, ГМИИ имени А. С. Пушкина, Москва

Пьер Жак Волер родился в Тулоне в семье художников: уже его дед был художником-декоратором, тогда как отец, Жак Волер — официальным городским художником, работавшим над заказами магистрата. Тем не менее, в отличие от некоторых других провинциальных художественных династий тогдашней Франции, семья Волер, в лице отца и деда Пьера Жака, не достигла громкого успеха.
В 1754 году Пьер Жак Волер стал учеником Клода Жозефа Верне, который работал над заказанной королём большой живописной серией «Порты Франции». Работа над серией длилась несколько лет, Верне не спеша перемещался из порта в порт, выполняя попутно многочисленные частные заказы. Среди других учеников Клода Жозефа Верне был Шарль Франсуа Лакруа де Марсель, который также впоследствии стал известен своими пейзажами.
В 1762 году Волер, на живописную манеру которого Верне оказал решающее влияние, уехал в Италию и поселился в Риме, где стал членом Академии Святого Луки, и, по всей видимости, был возведён в дворянство, поскольку в дальнейшем с гордостью именовал себя шевалье Волер.
Затем растущая конкуренция со стороны других художников заставила Волера в 1767 году уехать из Рима и перебраться южнее — в Неаполь. Там он стал свидетелем вулканической активности Везувия, и эта тема захватила его на всю оставшуюся жизнь. За следующие двадцать лет Волер создал целый ряд картин, изображающих извержения вулкана Везувий, которые с успехом продавал богатым иностранным путешественникам, завершавшим в Неаполе свой гранд-тур: немцам, французам, русским и англичанам. Иногда он изображал также кораблекрушения, водопады, гораздо реже — обыкновенные, «спокойные» пейзажи. Такой выбор тем заставляет оценивать Волера как, до некоторой степени, предшественника романтизма в живописи.
Во многом благодаря тому, что заказчики картин Волера происходили из разных стран, его картины широко разошлись по различным музеям мира и сегодня хранятся в коллекциях Эрмитажа, Лувра, Картинной галереи Карлсруэ (Германия), а также во множестве провинциальных музеев Франции.

## Галерея

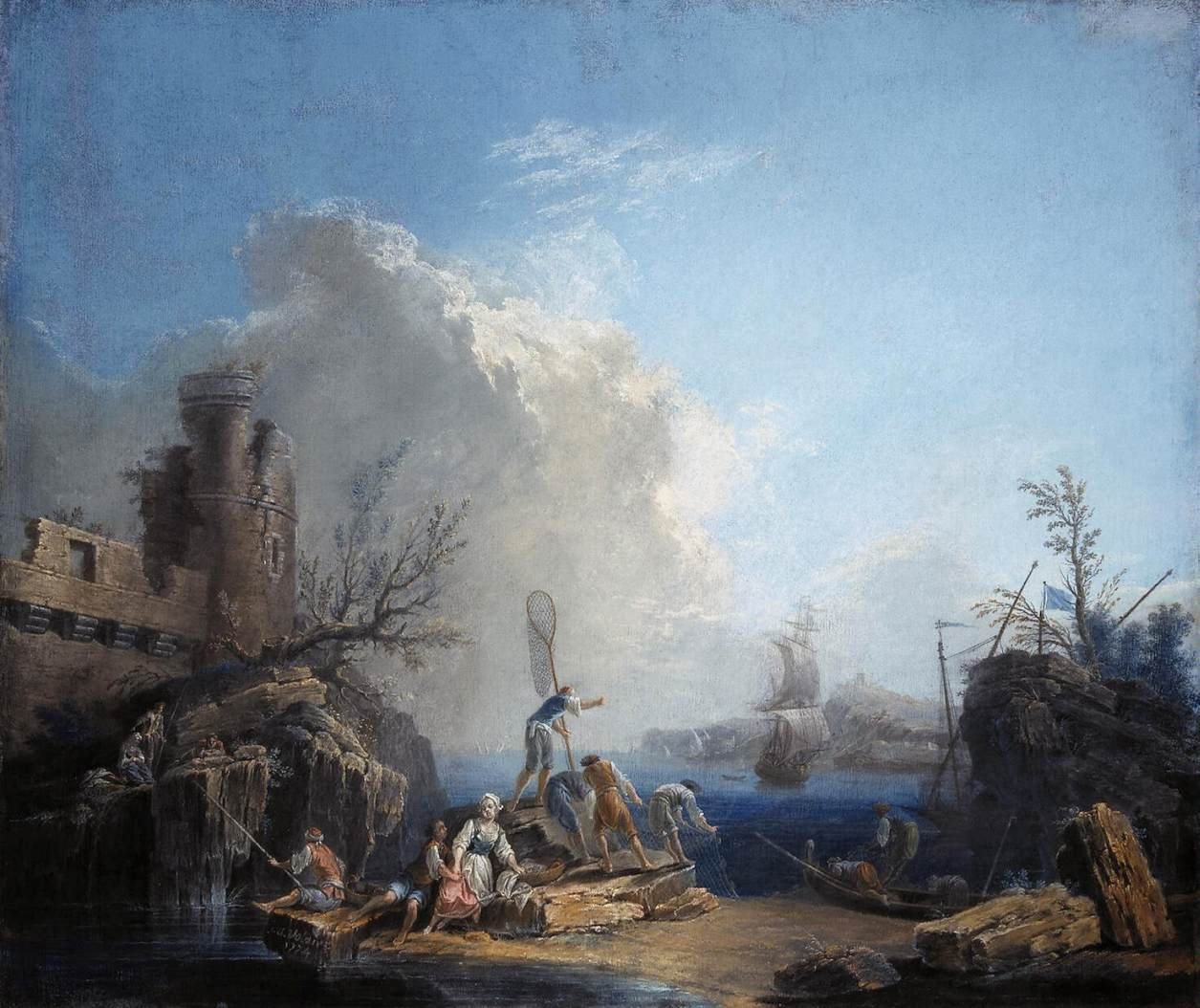
Морской пейзаж с рыбаками на скалистом берегу, ок. 1774, Государственный Эрмитаж
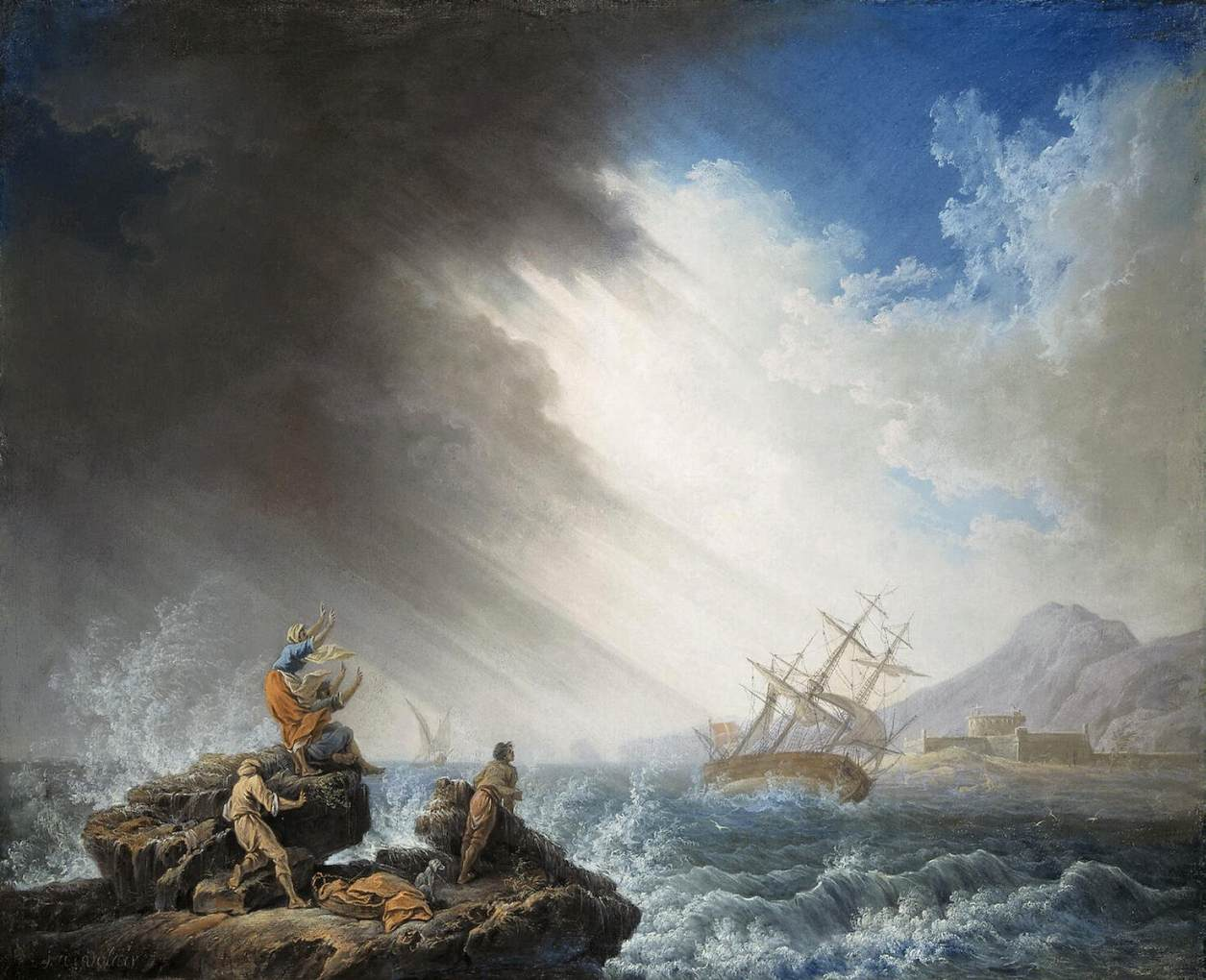
Кораблекрушение, ок. 1774, Государственный Эрмитаж
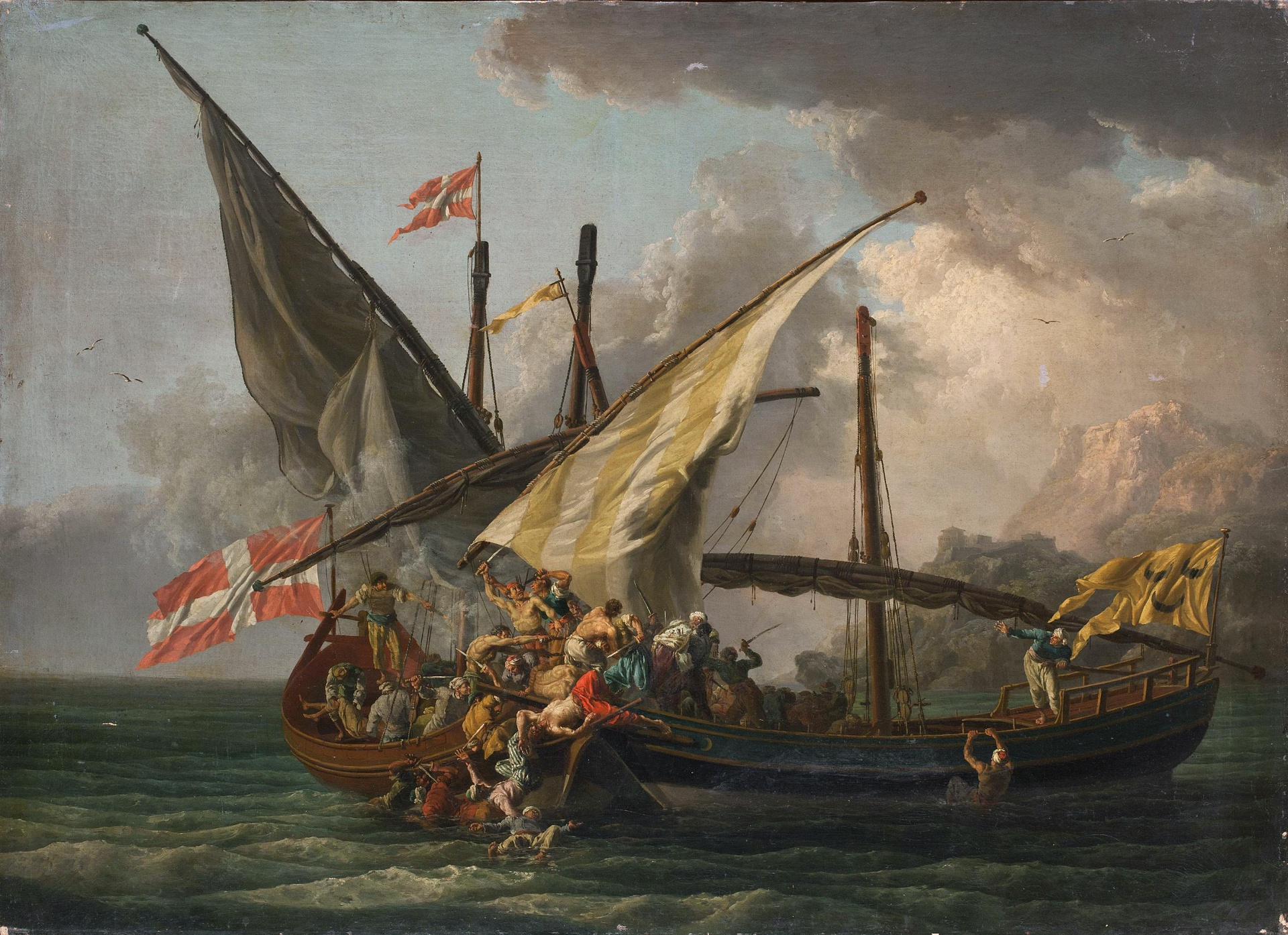
Абордажный бой, 1765, Государственный Эрмитаж
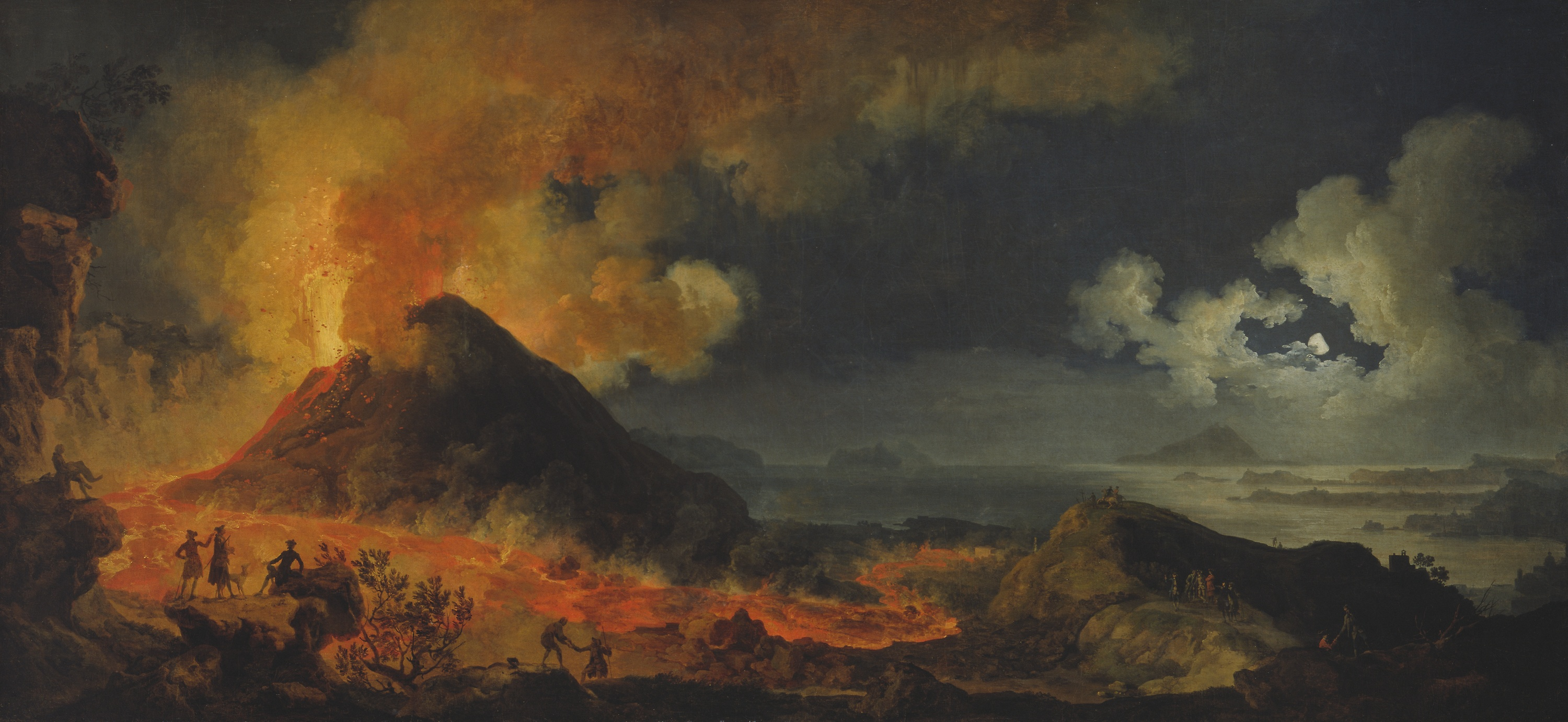
Извержение Везувия, 1771, Чикагский институт искусств
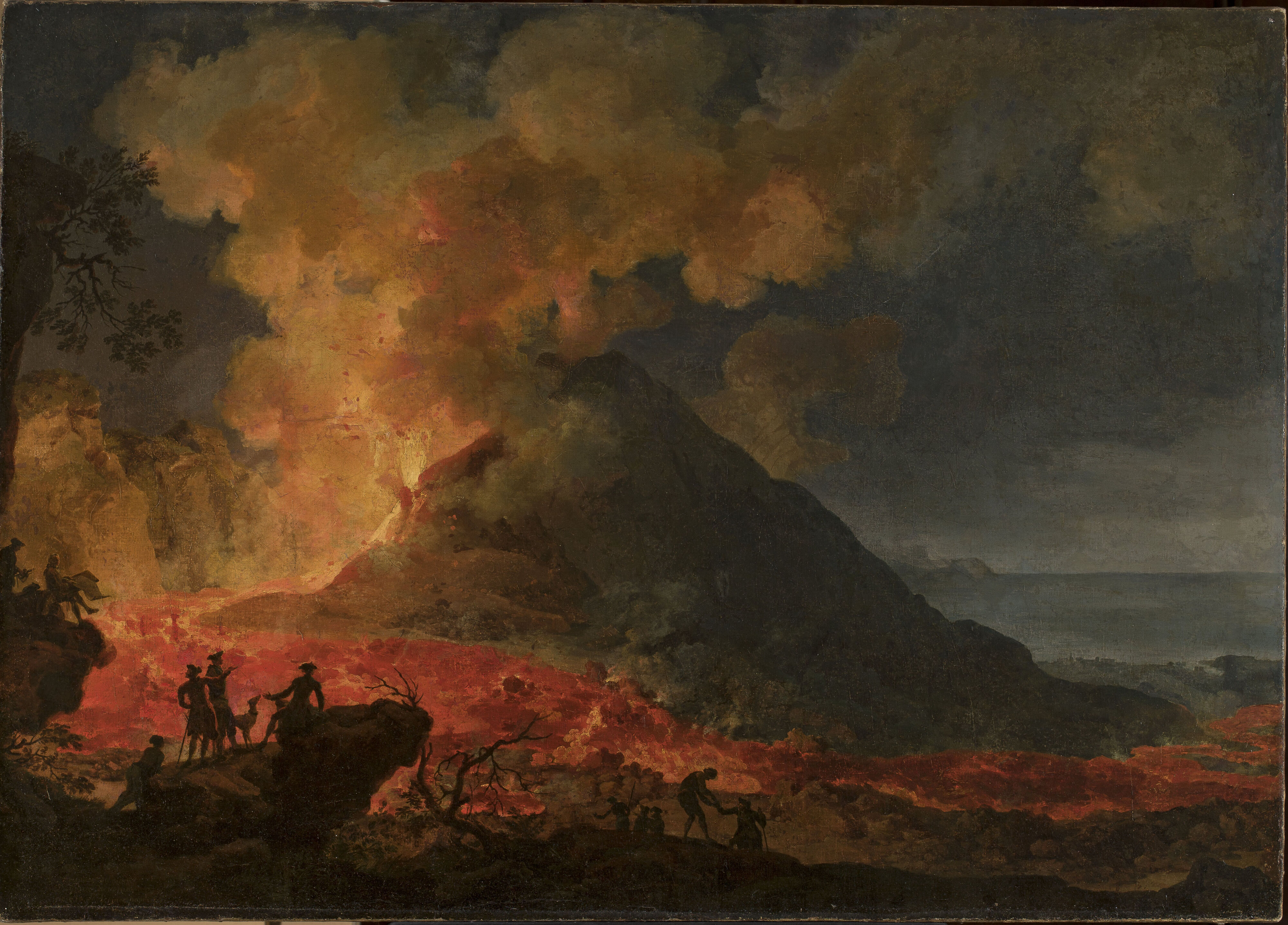
Извержение Везувия, 1771, Национальный музей (Варшава)
Кораблекрушение, Национальный музей Швеции, Стокгольм
Посадка на судно, Национальный музей Швеции, Стокгольм
Рыбаки на берегу, Национальный музей Швеции, Стокгольм